# فصة شاطئية
الفصة الشاطئية أو قُرط أو قُرْقيش أو نَفَل نوع نباتي يتبع لجنس الفصة من الفصيلة البقولية. اسمه العلمي (باللاتينية: Medicago littoralis).
تتواجد في الساحل السوري في المشرق العربي وكل مناطق حوض البحر الأبيض المتوسط.